# Трембовлянський повіт
Теребовлянський повіт (Трембовлянський) — адміністративна одиниця у складі Австро-Угорщини, ЗУНР, Тернопільського воєводства, СРСР. Територія Теребовлянського району (крім західної частини, що тоді належала Підгаєцькому повіту).
Адміністративний центр — місто Теребовля, населення якого становило близько 8 000 мешканців.

## У складіКоролівства Галичини та Володимирії
Утворений у 1854 р.

## ЗУНР
Повіт входив до Тернопільської військової області ЗУНР. Повітовим комісаром був адвокат д-р Антін Заплітний, його змінив адвокат д-р Дмитро Юркевич. Міським комісаром (бургомістром) обрали Івана Хрущевського, а головою Повітової УНРади — о. Степана Мохнацького, пароха та декана в Теребовлі. Делегатом до УНРади був о. Платон Карпінський, парох Острівця.

## Географія
Територія становила 697 км². Населення — 85 067 осіб.
Теребовлянський повіт розташовувався у центральній та південній частині воєводства. Межував з повітами Тарнопольського воєводства: Тарнопольським на півночі, Підгаєцьким на заході, Бучацьким на південному заході, Чортківським на півдні, Копичинецьким і Скалатським на сході.

## У складі Тернопільського воєводства

### Адміністративний поділ
15 червня 1934 р. передані до Теребовлянського повіту село Сороцьке зі Скалатського і село Сущин з Тернопільського, села Мшанець, Великий Говилів, Малий Говилів, Вітосівка і Софіївка з Копичинецького повіту. натомість село Скомороше передане з Теребовлянського повіту до Чортківського.
У відповідності до розпорядження міністра внутрішніх справ Польщі від 21 липня 1934 року «Про поділ повіту Теребовлянського у воєводстві Тернопільському на сільські ґміни», 1 серпня 1934 року в Теребовлянському повіті утворили об'єднані сільські ґміни.

#### Міста (міські ґміни)
1. м. Трембовля (Теребовля)
2. містечко Будзанів — місто з 1934 р.

#### Сільські ґміни
Кількість:
- 1920—1934 рр. — 42,
- 1934 р. — 48,
- 1934—1939 рр. — 8

| Об'єднані сільські ґміни 1934 року | Об'єднані сільські ґміни 1934 року | Старі сільські ґміни | Кількість |
| ---------------------------------- | ---------------------------------- | --- | --------- |
| 1                                  | Ґміна Дарахув                      | Винявка, Дарахів, Нова Брикуля, Новий Тичин, Панталиха, Слобідка Струсівська, Стара Брикуля, Тютьків | 8         |
| 2                                  | Ґміна Ілавче                       | Глещава, Ілавче, Сороцько (Сороцьке) (з 15.06.1934) | 3         |
| 3                                  | Ґміна Лошнюв                       | Боричувка (Боричівка), Кровинка, Лошнюв (Лошнів), Сущин (з 15.06.1934) | 4         |
| 4                                  | Ґміна Могєльніца                   | Вєжбовєц (Вербівці), Ласковце (Ласківці), Могєльніца (Могильниця), Романувка (Романівка) | 4         |
| 5                                  | Ґміна Мшанєц                       | Вітосювка (Вітосівка) (з 15.06.1934), Говілув Вельки (Великий Говилів) (з 15.06.1934), Кобиловлоки (Кобиловолоки), Мшанєц (Мшанець) (з 15.06.1934), Говілув Мали (Малий Говилів) (з 15.06.1934), Зофіювка (Софіївка) (з 15.06.1934) | 6         |
| 6                                  | Ґміна Струсув                      | Бернардувка (Бернадівка), Варваринце (Варваринці), Заздросць (Заздрість), Зубув (Зубів), Налуже (Налужжя), Руздвяни (Різдвяни), Струсув (Струсів)                                                                                   | 7         |
| 7                                  | Ґміна Трембовля                    | Волиця, Гумниська, Залав'є, Засціноче (Застіноче), Іванувка (Іванівка), Малув (Малів), Островчик (Острівець), Плебанівка, Подгожани (Підгора), Подгайчики (Підгайчики), Семенув (Семенів)                                           | 11        |
| 8                                  | Ґміна Янув                         | Деренювка (Деренівка), Долге (Довге), Млиниська, Слобудка Яновська (Слобідка Янівська), Янув (Янів) | 5         |
| передано до Чортківського повіту   | передано до Чортківського повіту   | Скомороше (до 15.06.1934) | 1         |

* Виділено містечка, що були у складі сільських ґмін та не мали міських прав.

### Населення
У 1907 році українці-грекокатолики становили 39 % населення повіту.
Згідно з переписом населення 1931 року в Теребовлянському повіті проживало 84 321 мешканець. Польський уряд подав спростовані сучасниками цифри визнання рідною мовою:
- польську — 50 178 осіб (59,5 %)
- українську — 30 868 осіб (36,6 %)
- їдиш — 3 173 особи (3,8 %)
- іншу — 102 особи (0,1 %)

У 1939 році в повіті проживало 89 130 мешканців (48 735 поляківв — 54,68 %, 35 340 українців — 39,64 %, 5 055 євреїв — 5,67 %).

## Радянський період
27 листопада 1939 р. повіт включено до новоутвореної Тернопільської області.
17 січня 1940 р. повіт ліквідовано в результаті поділу території на Теребовлянський, Буданівський і Струсівський райони.